# Гонбах
Гонбах (нім. Gonbach) — громада в Німеччині, розташована в землі Рейнланд-Пфальц. Входить до складу району Доннерсберг. Складова частина об'єднання громад Віннвайлер.
Площа — 2,92 км2. Населення становить 488 ос. (станом на 31 грудня 2020).